# Scherprechters in Maastricht
De scherprechter of beul behoorde in Maastricht, zoals in de meeste steden met stadsrechten en een eigen bestuur, tot de door de stad aangestelde ambtenaren, binnen het gerechtelijk apparaat.

## Geschiedenis
De Maastrichtse scherprechters waren vaak verwant met leden van vildersfamilies. Het vilderschap was een beroep dat in laag aanzien stond en de verwantschap bracht mee dat de scherprechters in Maastricht ook minder in aanzien stonden dan hun ambtsgenoten in bijvoorbeeld Groningen, Haarlem of Zutphen.
De scherprechter had naast zijn rechterlijke activiteiten waarvoor hij een vaste wedde van overheidswege opstreek, ook andere bronnen van inkomsten, zoals:
- het toezicht op loslopende varkens en het beboeten ervan,
- het 'recht van inkoomende eieren': hij mocht een ei uit iedere korf en twee eieren van elk kraam op de markt nemen (in de 16e eeuw afgeschaft en vervangen door een bijkomende vergoeding uit de stadskas),
- sommige scherprechters hadden ook een praktijk als chirurgijn.

Niet alle scherprechters hielden de status van ernstig wetsdienaar hoog. Op 4 november 1591 werd meester Hans "wegens sijne qualijcke manieren" afgezet, maar na zijn smeekbede op 18 november weer in dienst genomen. In 1592 werd zijn volledige wedde ontnomen, ingevolge een laakbaar feit. Hij werd ook berispt omdat hij de burgemeester onbeschoft had aangesproken. Uiteindelijk, na regelmatige klachten over zeer quaede ende lelijcke feiten, werd hij in mei 1595 definitief uit het ambt gezet.
De Maastrichtse scherprechters behoorden meestal tot de bekende scherprechtersfamilies in de Nederlanden of in het Rijnland. Soms was het een zoon, soms een schoonzoon die het ambt overnam.
In de Franse tijd werd de scherprechter van Maastricht aangesteld als scherprechter voor het hele departement, bij de criminele rechtbank. De Franse decreten nopens de scherprechters bleven in Nederland van kracht tot in 1851.
Met de dood van Franciscus Debeefe eindigde de filiatie vanaf Knoch. Het was een Zeeuw, Hendrik Verschuure, van wie de familie geen antecedenten had als scherprechters, die benoemd werd voor de provincie Limburg. In 1851 werden alle stedelijke of provinciale scherprechters afgeschaft en bleven er nog slechts twee over voor het hele koninkrijk, elk met twee helpers. Verschuure was kandidaat, werd zeer geschikt bevonden, maar niet benoemd en op wachtgeld geplaatst. Zijn zoon Cornelis Hendrik Verschuure die elf jaar hulpscherprechter in Maastricht was, werd nationaal hulpscherprechter. Hij werd echter in 1854 ook op wachtgeld geplaatst, want per 1 januari 1855 bleven maar één scherprechter en twee helpers over. Dirk Jansen uit Amsterdam bleef de enige scherprechter, ook dus voor Maastricht en de provincie Limburg, tot in 1870.

## Lijst van scherprechters in Maastricht
- 1399: Hans de scherprechter
- 1439: Willem
- Heinrich
- Hubrecht van Aken
- Peter
- Hans
- Hans
- 1580-1595: Hans carnifex
- 1595-1597: Christiaen Dillenburg († 1597), schoonzoon van Jan Balza, scherprechter in Luik. Hij behoorde tot de bekende familie van Duitse scherprechters en vilders Dillenburg/ Tellenborgh, actief in Elzas-Lotharingen, Rijnland en Luxemburg.
- 1597-1633: Michael Jongen († 1633), afkomstig uit Gulik
- 1633-1634: Cipriaen le Verd
- 1634-1641: Johannes Knoch, afkomstig uit Gulik
- 1641-1669: Philippus Knoch
- 1669-1672: Johannes Knoch
- 1672-1694: Peter Knoch
- 1694-1706: Philippus Knoch
- 1706-1740: Philippus Jacobus Tilmans
- 1740-1773: Johannes Hamel
- 1773: Henricus Hamel
- 1774-1803: Johannes Josephus Hamel
- 1803-1809: Nicolas Hermann
- 1809-1815: Franciscus Hamel
- 1815-1832: Franciscus Debeefe
- 1832-1851: Hendrik Daniel Verschuure
  - 1840-1854: Cornelis Hendrik Verschuure, hulpscherprechter
- 1851-1870: Dirk Jansen († 1881)

## De scherprechtersfamilie Knoch, Tilmans, Hamel, Debeefe
De familie Knoch, afkomstig uit Gulik en de nazaten door huwelijken, leverden gedurende meer dan twee eeuwen de scherprechters in Maastricht. 
- Johannes Knoch († 1641), scherprechter 1634-1641
  - Philippus Knoch (ca. 1615-1669), scherprechter 1641-1669. Hij stierf tijdens een pestepidemie.
    - Johannes Knoch (1640-1695), waarnemend scherprechter en scherprechter 1669-1672, en scherprechter in Aken (1667-1695), x Gertrudis van Effelt
      - Anna Knoch, x Friedrich Mosel (1660-1728), scherprechter in Aken 1695-1698 en Ratingen 1698-ca. 1728

    - Maria Knoch x Nicolas Tilmans (1654-1704), paardenvilder en zoon van de vilder Dominicus Tilmans
      - Philippus Jacobus Tilmans (1673-1742), scherprechter 1706-1740, x Catharina Blomme 
        - Henricus Tilmans (1711-1747), scherprechter in Roermond, x Maria Gertrudis Andurein
        - Maria-Elisabeth Tilmans x Johannes Hamel (1710-1773), scherprechter 1740-1773 en garnizoensrechter, afkomstig uit Alsfeld (Hessen)
          - Philippus Hamel (1734-1784), scherprechter in Gent 1765-1784, x Johanna de Buck
          - Johannes Hamel (1735-1797), hulpscherprechter Maastricht en scherprechter Luik 1767-1797 x Maria Döring
            - Franciscus Hamel (1765-1846), scherprechter Luik 1797-1843, Namen tot 1826, x Johanna Petit, xx Maria Vivegnies

          - Henricus Hamel (1739-1773), scherprechter 1773; voordien hulpscherprechter in Brugge, scherprechter in Gent; overleden het jaar van zijn benoeming in Maastricht
          - Johannes Josephus Hamel (1747-1803), scherprechter 1774-1803, x Gertrudis Schamberger
          - Anna Elisabeth Hamel x Franciscus Dionisius Debeefe (1759-1794), uurwerkmaker
            - Franciscus Debeefe (1788-1832), scherprechter 1815-1832, x Anna Boelen

          - Franciscus Hamel (1751-1815), scherprechter 1809-1815.

    - Peter Knoch (1645-1694), scherprechter 1672-1694, x Maria Van Herck
      - Elisabeth Knoch, x Theodore Tellenborgh, zoon van Willem Dillenburg, scherprechter in Gulik en broer van Herman Tellenborgh, scherprechter in Roermond
      - Philippus Knoch (1677-1706), scherprechter 1694-1706, x Maria Weybels; vanaf 1698 ook garnizoensscherprechter